# Cimitirul Père-Lachaise
Cimitirul Père-Lachaise [simtjɛʁ dy pɛʁ laˈʃɛz] este cel mai mare cimitir din Paris și unul dintre cele mai renumite din lume. Situat în 20-lea arondisment al orașului, cimitirul reunește mormintele a mulți oameni celebri.
Acest cimitir este recunoscut drept monument istoric din 24 iunie 1993. 

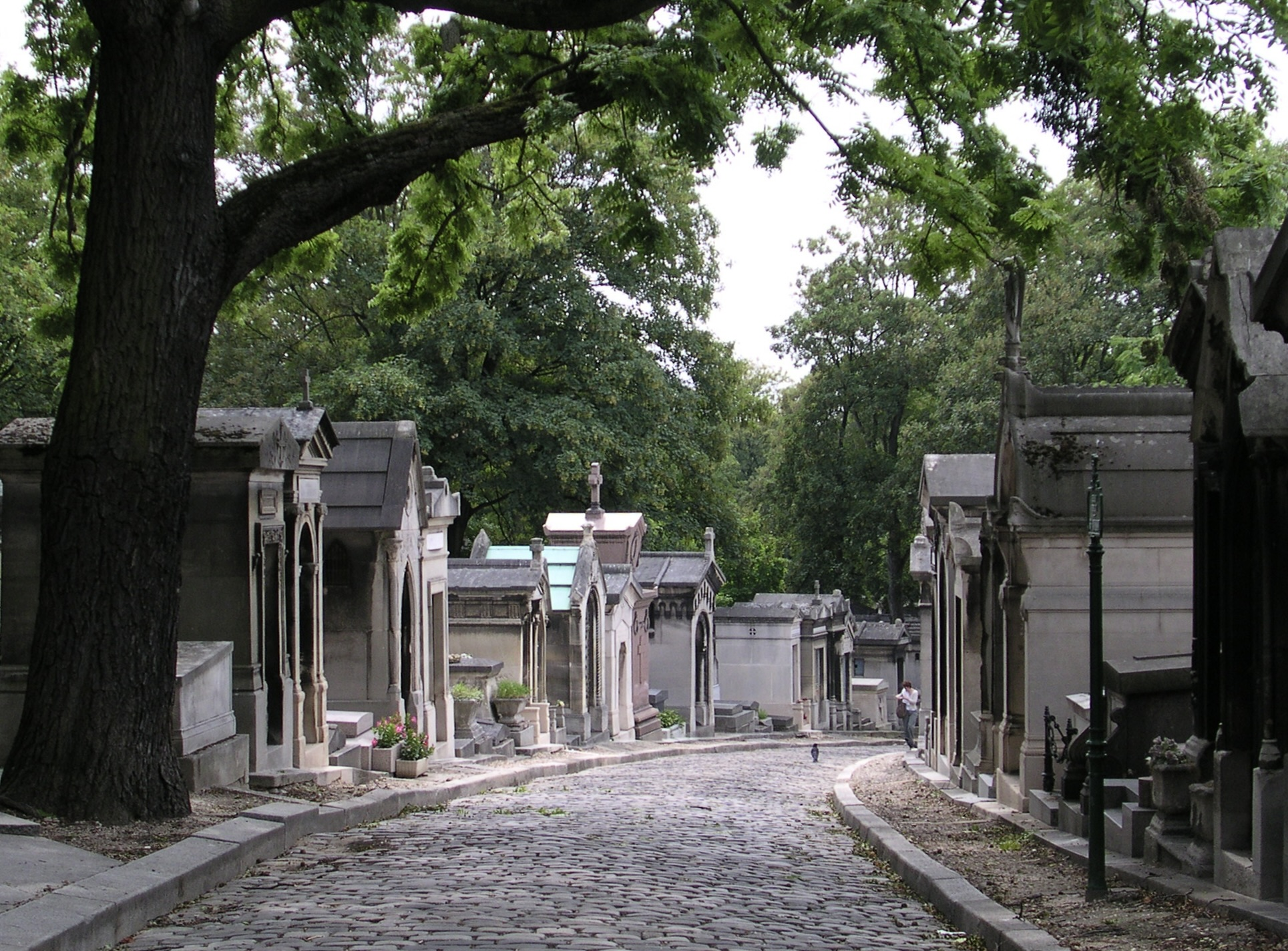
Cimitirul Père-Lachaise

## Istorie

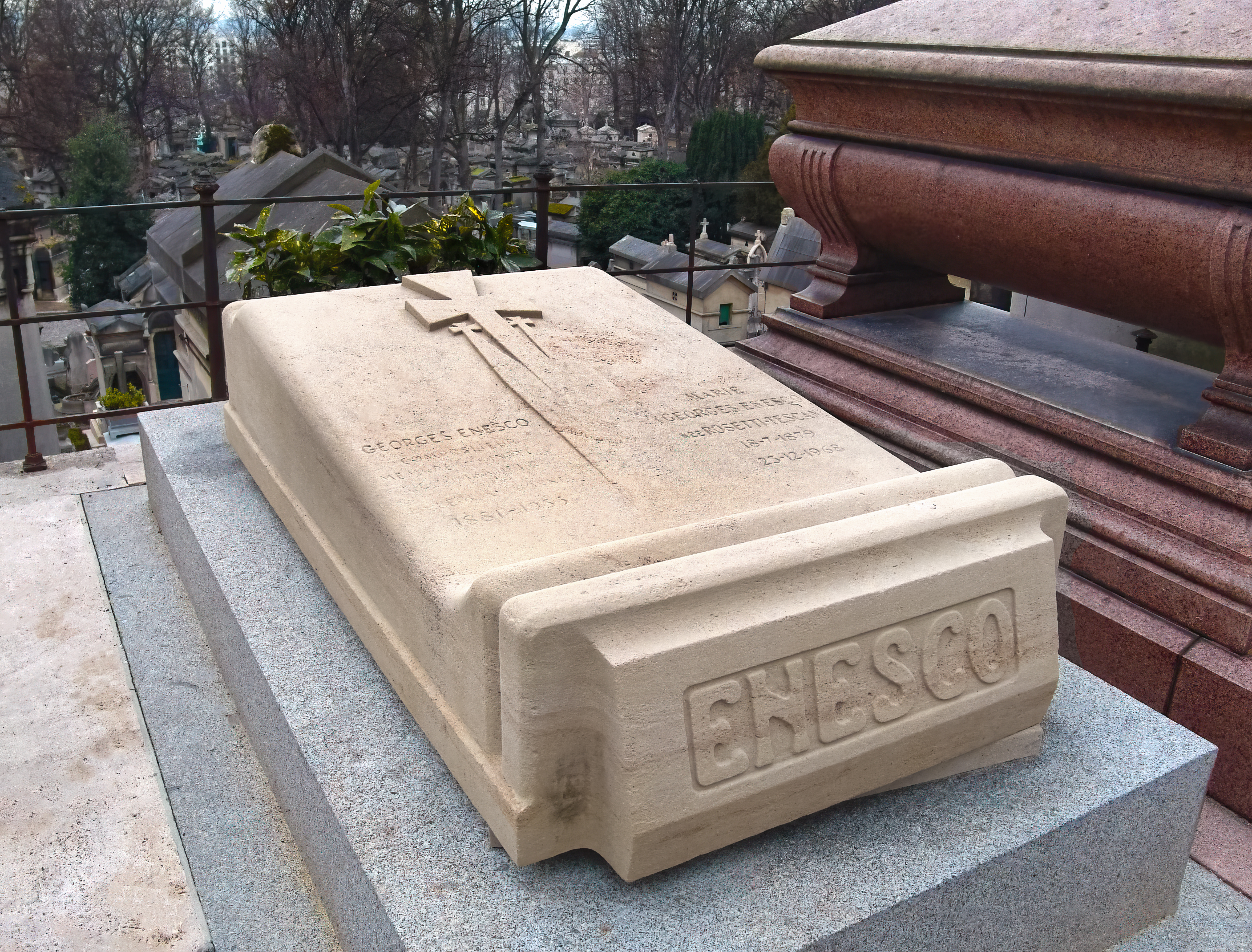
Mormântul lui George Enescu

Una din cele șapte coline a orașului Paris, numită Champ-l'Évêque, deoarece a aparținut în Evul Mediu episcopului Parisului, a fost numită în secolul al doisprezecelea Mont-aux-Vignes, fiind utilizată pentru culturi ce se realizau în acea epocă. În 1430, un negustor bogat numit Régnault de Wandonne cumpără moșia în scopul de a construi o casa de lux.
Două secole mai târziu, iezuiții dobândesc terenul, în scopul de a îl transforma într-un loc de odihnă și de convalescență. Casa îl adapostește câteva ore pe tânărul rege Ludovic al XIV-lea, venit să participe la luptele din timpul răscoalei. Acest eveniment va da locului numele de Mont-Louis. Dar ocupantul său cel mai faimos a fost François d'Aix de La Chaise (1624-1709), numit și Père La Chaise, duhovnic al regelui Ludovic al XIV-lea al Franței, care a exercitat o influență moderatoare asupra acestuia în lupta împotriva jansenismului. A rămas acolo din 1675 până la moartea sa în 1709.
Contele de La Chaise, frate al părintelui iezuit, a dat multe petreceri pe acest teren, care au contribuit la extinderea și înfrumusețarea sa. Dar în 1762 Societatea lui Isus a fost forțată să cedeze teren, din cauza unei datorii a tatălui Jacy. De-a lungul anilor grădinile au fost abandonate, iar proprietarii s-au succedat, pentru ca în final terenul să revină prefectului Senei, Nicolas Frochot, contra sumei de 180.000 de franci.
Odată cu închiderea Cimitirului Inocentilor la 1 decembrie 1780, prin aplicarea întârziată a legii din 1765 care interzicea cimitirele în oraș, Parisului încep să îi lipsească locuri de înmormântare. Napoleon Bonaparte, pe vremea aceea consul, a decretat că "fiecare cetățean are dreptul de a fi îngropat, indiferent de rasă sau religie", stabilind astfel situația necredincioșilor, excomunicaților și a celor săraci. La începutul secolului al XIX-lea au fost create astfel mai multe cimitire noi în afara limitelor orașului: cimitirul din Montmartre în nord, cimitirul de Est, cimitirul Montparnasse în sud, și, în vestul orașului, cimitirul Passy.
Prefectul Parisului a decretat transformarea a 17 de hectare din Mont-Louis în cimitir (cimitirul de Est). Proiectarea cimitirului a fost încredințată arhitectului neo-clasic Alexandre-Théodore Brongniart în 1803. În funcția sa de Inspector general șef al secției a doua a lucrărilor publice din departamentul Senei și orașul Paris, Brongniart a schițat marile axe ale cimitirului, sub forma unei grădini imense amenajate în stil englezesc, cu numeroase alei, copaci și plante de diferite specii și căptușite cu morminte sculptate. Acesta va proiecta monumente funerare, dintre care însă niciunul nu va fi realizat până la urmă, cu excepția mormântului familiei Greffuhle, în stil pur neo-gotic.
În data de 21 mai 1804 cimitirul a fost deschis oficial printr-o primă înmormântare: aceea a unei fetițe de cinci ani, Adélaïde Paillard de Villeneuve, originară din Faubourg Saint-Antoine. Cimitirul fusese inițial destinat parizienilor din zona celor patru arondismente de pe malul drept al Senei(al cincilea, al șaselea, al șaptelea și al optulea, la acea data). Dar cimitirul nu corespundea dorințelor parizienilor, care au fost reticenți să fie înmormântați într-o zonă înaltă, din afara Parisului, într-un cartier sărac.
În 1804 cimitirul Père Lachaise avea doar 13 morminte. În anul următor cimitirul număra 44, apoi 49 în 1806, 62 în 1807 și 833 în 1812. În 1817, pentru a reconstrui imaginea cimitirului, primarul orașului Paris organizează transferul rămășițelor lui Pierre Abélard și Héloïse d’Argenteuil, precum și cele ale lui Molière și La Fontaine. A fost de ajuns: în 1830, numărul mormintelor ajunge la 33 000. Cimitirul Pere Lachaise a cunoscut în acea perioadă cinci extensii: în 1824, 1829, 1832, 1842 și 1850. Acestea i-au permis să crească de la 17 de hectare (175,800 m2) la 43 de hectare (439,300 m2) pentru cele 70 000 de morminte, 5300 copaci, o sută de pisici și două milioane de vizite.
Iluștri sculptori și arhitecți vor face din acest loc un muzeu din secolul al XIX-lea: printre ei, Guimard, Garnier, Visconti, Paillard și Barris. Biserica și portalul principal al timpului (Boulevard de Menilmontant) au fost proiectate de arhitectul neoclasic Étienne-Hippolyte Godde în 1823 și 1825. David d'Angers a creat cele mai multe monumente din "Cartierul mareșalilor Imperiului".
În timpul Comunei din Paris, în mai 1871, Père Lachaise a fost scena unui adevărat război civil, din cauza locației sale strategice pe colină. Artileria a fost instalată în inima cimitirului, dar aceasta a fost rapid înconjurată. Cei 147 de supraviețuitori au fost împușcați la 28 mai 1871, în fața peretelui care a luat apoi denumirea de perete al federaților, în partea de sud a cimitirului.
Abia la sfârșitul secolului, în 1894, au inceput lucrările la columbar și crematoriu, concepute în 1886 de Jean Camille Formigé în stil neo-bizantin. Ansamblul a fost finalizată abia în 1908.
În 1895 este instalat în cimitir Monumentul morților de Albert Bartholomé, achiziționat de orașul Paris la Salonul Petit Champ de Mars.

## Monumente
În afară de morminte, cimitirul adăpostește monumente dedicate unor personalități sau grupuri de persoane:
- Imre Nagy, prim-secretar al Partidului Comunist din Ungaria în 1956; monument ridicat de către Liga Maghiară pentru Drepturile Omului în 1988, marcând aniversarea a 30 de la executarea lui;
- personalul municipal al orașului Paris;
- un imens mausoleu, în care se odihnește Adolphe Thiers, a fost realizat lângă capelă.

## Români
În cimitir sunt înhumați și o serie de români, între care: Martha Bibescu, Ana, contesa de Noailles, George Enescu, Elvira Popescu, Nicolae Penescu, George Apostu, Dumitru Milcoveanu, Ștefan Gane, Alexandru Vona.

## Manifestații
Deoarece multe persoane au fost înmormântate acolo și datorită simbolicii locului, cimitirul Père Lachaise a fost și este încă un loc de manifestații și de comemorari, legate in special de Comuna din Paris. Aceste comemorări sunt cea mai mare parte organizate de partidele socialiste și comuniste.
După al doilea război mondial, la aceasta se adaugă comemorări ale victimelor nazismului, monumente dedicate victimelor de război din lagărele de concentrare și de exterminare.

## Puncte de atracție
Cimitirul este foarte vizitat (multe ghiduri organizeaza conferințe pe teren) și o bibliografie largă îi este dedicată. Dintre motive:
- Nenumărate personalități (dintre care Jim Morrison, solicitat în mod expres);
- o mare gradină pitorească, umbrită, cu poteci întortocheate pe deal, scări;
- morminte decorate artistic, adesea de către cei mai mari sculptori;
- morminte grandioase.

Multe morminte au persoane care le sunt fidele și care asigură astfel întreținerea acestora.